# Arcidiecéze Amalfi-Cava de' Tirreni
Arcidiecéze Amalfi-Cava de' Tirreni (latinsky Archidioecesis Amalphitana-Cavensis) je římskokatolická nemetropolitní arcidiecéze v Itálii, která je součástí salernské církevní provincie, tvořící součást církevní oblasti Kampánie. Katedrálou je kostel sv. Ondřeje v Amalfi, konkatedrála v Cava de' Tirreni je zasvěcena Navštívení P. Marie.

## Stručná historie
První historicky dokumentovatelná zmínka o diecézi v Amalfi se nachází v dopise sv. Řehoře Velikého podjáhnovi Antemiovi z roku 596. V roce 987 amalfitánský vévoda Manso I. zařídil povýšení na arcidiecézi. V roce 1818 Amalfi ztratilo své sufragánní diecéze a stalo se arcidiecézí bezprostředně podřízenou Svatému Stolci. Roku 1394 byla zřízena diecéze Cava de' Tirreni, v jejímž centru se nacházelo slavné opatství. Opatství bylo vedeno převorem podřízeným biskupovi, nemělo opata. Biskup, i když nebyl řeholník, měl všechny práva opata, v klášteře sídlil a klášterní kostel byl jeho katedrálou; mniši kláštera byli kanovníky katedrálního kostela. V roce 1513 papež Lev X. zrušil opatskou diecézi, a zřídil novou diecézi Cava de' Tirreni, která byla nezávislá na opatství. Roku 1818 byla aeque principaliter sloučena s diecézí Sarno. Toto sloučení bylo zrušeno v roce 1972, kdy byla diecéze Cava sloučena in persona episcopi s arcidiecézí amalfitánskou. Roku 1986 byly tyto diecéze plně sloučeny a arcidiecéze získala dnešní jméno.